# 芝原 (さいたま市)
芝原（しばはら）は、さいたま市緑区の町名。現行行政地名は芝原一丁目から芝原三丁目。住居表示未実施地区。郵便番号は336-0917。

## 地理
さいたま市緑区中部の大宮台地（浦和大宮支台）の縁に位置する。地区の東側で見沼、南側で大牧や大間木、西側で中尾、北側で松木や僅かに宮本と隣接する。区画整理事業によって住宅地が造成された。地区の全域が市街化区域であるが、生産緑地地区も数多く見られる。見沼代用水西縁を挟んですぐに見沼田んぼがあり、自然が豊かである。

## 歴史
旧浦和市への編入前は三室村の一部であった。

### 沿革
- 1983年（昭和58年）4月1日 - 浦和市立芝原小学校（現、さいたま市立芝原小学校）が地区に当たる場所（三室4204番地）に開校する[6]。
- 1985年（昭和60年）10月26日 - 芝原区画整理事業完了に伴い浦和市大字三室および大間木の各一部から芝原一〜三丁目が成立[7]。
- 1996年（平成8年） - 地内を通る国道463号越谷浦和バイパスが開通する。
- 2001年（平成13年）5月1日 - 浦和市が、与野市、大宮市と合併しさいたま市となり、さいたま市の町名となる。
- 2003年（平成15年）4月1日 - さいたま市が政令指定都市に移行しさいたま市緑区の町名となる。

### 地名の由来
三室の小字である芝原が由来。

## 世帯数と人口
2017年（平成29年）9月1日現在の世帯数と人口は以下の通りである。
| 丁目       | 世帯数    | 人口    |
| ---------- | --------- | ------- |
| 芝原一丁目 | 398世帯   | 1,007人 |
| 芝原二丁目 | 360世帯   | 965人   |
| 芝原三丁目 | 669世帯   | 1,798人 |
| 計         | 1,427世帯 | 3,770人 |

## 小・中学校の学区
市立小・中学校に通う場合、学区（校区）は以下の通りとなる。
| 丁目       | 番地 | 小学校                 | 中学校                 |
| ---------- | ---- | ---------------------- | ---------------------- |
| 芝原一丁目 | 全域 | さいたま市立芝原小学校 | さいたま市立三室中学校 |
| 芝原二丁目 | 全域 | さいたま市立芝原小学校 |                        |
| 芝原三丁目 | 全域 | さいたま市立芝原小学校 |                        |

## 交通
地区内に鉄道は敷設されていない。

### 道路
- 国道463号越谷浦和バイパス

## 地域

### 寺社・史跡
- 地福院

### 公園・緑地
- 松芝公園
- 芝原中央公園
- 芝原東公園
- 芝原西公園
- 芝原北公園
- 芝原南公園

### 施設
- さいたま市立芝原小学校
- 桜美林幼稚園
- 芝原区画整理記念会館